# Kuikkasaari (ö i Norra Karelen, Pielisen Karjala, lat 63,83, long 29,34)
Kuikkasaari är en ö i Finland. Den ligger i sjön Talasjärvi och i kommunen Nurmes i den ekonomiska regionen  Pielinen-Karelen  och landskapet Norra Karelen, i den centrala delen av landet, 500 km nordost om huvudstaden Helsingfors. Öns area är 0,5 hektar och dess största längd är 170 meter i öst-västlig riktning.